# Peren (distrikt)
Peren är ett distrikt i Indien.   Det ligger i delstaten Nagaland, i den östra delen av landet, 1 700 km öster om huvudstaden New Delhi. Antalet invånare är 95 219.